# Kaija Saarikettu
Kaija Saarikettu, född 17 maj 1957 i Ekenäs, är en finländsk violinist. 
Efter studier för bland andra Onni Suhonen avlade Saarikettu diplomexamen vid Sibelius-Akademin 1977 och studerade därefter för Endre Wolf i Sverige. Hon fick delat första pris vid violintävlingen i Kuopio 1980. Hon var lektor vid Sibelius-Akademin 1989, blev 1995 professor i violinmusik där och var 1997–1998 professor vid Edsbergs Musikinstitut i Sverige. Hon har uppträtt som solist i Finland, Ryssland, USA och Litauen, och därvid uruppfört violinkonserter av bland andra  Pehr Henrik Nordgren, Einar Englund, Paavo Heininen, Eeri Hämeenniemi och Jyrki Linjama. På skiva har hon spelat in bland annat två violinkonserter av Aarre Merikanto samt, tillsammans med Hui-Ying Liu-Tawaststjerna, violinstycken och -sonater av Einar Englund, Paavo Heininen och Jean Sibelius.